# Храм Радхи-Кришны (Спэниш-Форк)
Храм Ра́дхи-Кри́шны в Спэ́ниш-Форк (англ. Sri Sri Radha Krishna Temple, Spanish Fork) — храм Международного общества сознания Кришны (ИСККОН) в городе Спэниш-Форк, штат Юта, США. Посвящён Радхе-Кришне.

## Описание
Храм имеет два этажа. На первом этаже находится кухня, ашрам и магазин; на втором — храмовый зал, с мраморными полами и видом на заснеженные горные пики. Внутри и снаружи храм украшен изящной резьбой по камню и дереву. В храме установлены для поклонения мраморные статуи божеств Радхи-Кришны, Сита-Рама-Лакшманы и Нарасимхи. При храме действует вегетарианский ресторан.

## История
История храма началась в 1982 году, когда семейная пара учеников Бхактиведанты Свами Прабхупады, Чару Даса и Вайбхави Деви Даси, купили в Спэниш-Форке за 120 000 долларов радиостанцию KHQN 1480 AM и прилегавшие к ней 2 гектара земли. Они превратили KHQN в кришнаитскую проповедническую радиостанцию, которая начала вещать в 1984 году. В эфир выходили программы по вегетарианству, лекции кришнаитских проповедников, индийская религиозная музыка.
За первые пять лет на купленной земле Чару и Вайбхави построили большой молельный дом и занялись разведением лам, что приносило прибыль. Вскоре они начали подумывать о постройке большого храма в индуистском архитектурном стиле. В 1992 году для этой цели было куплено ещё 3,5 гектара земли и начат сбор пожертвований у индийской общины в Солт-Лейк-Сити. Строительство храма началось в 1996 году.
В 1999 году финансовую поддержку строительству оказали мормоны, пожертвовавшие кришнаитам 25 000 долларов.
В ноябре 2000 года был установлен золотой храмовый купол, и 23 июня 2001 года состоялась торжественная церемония инаугурации храма.

## Праздники

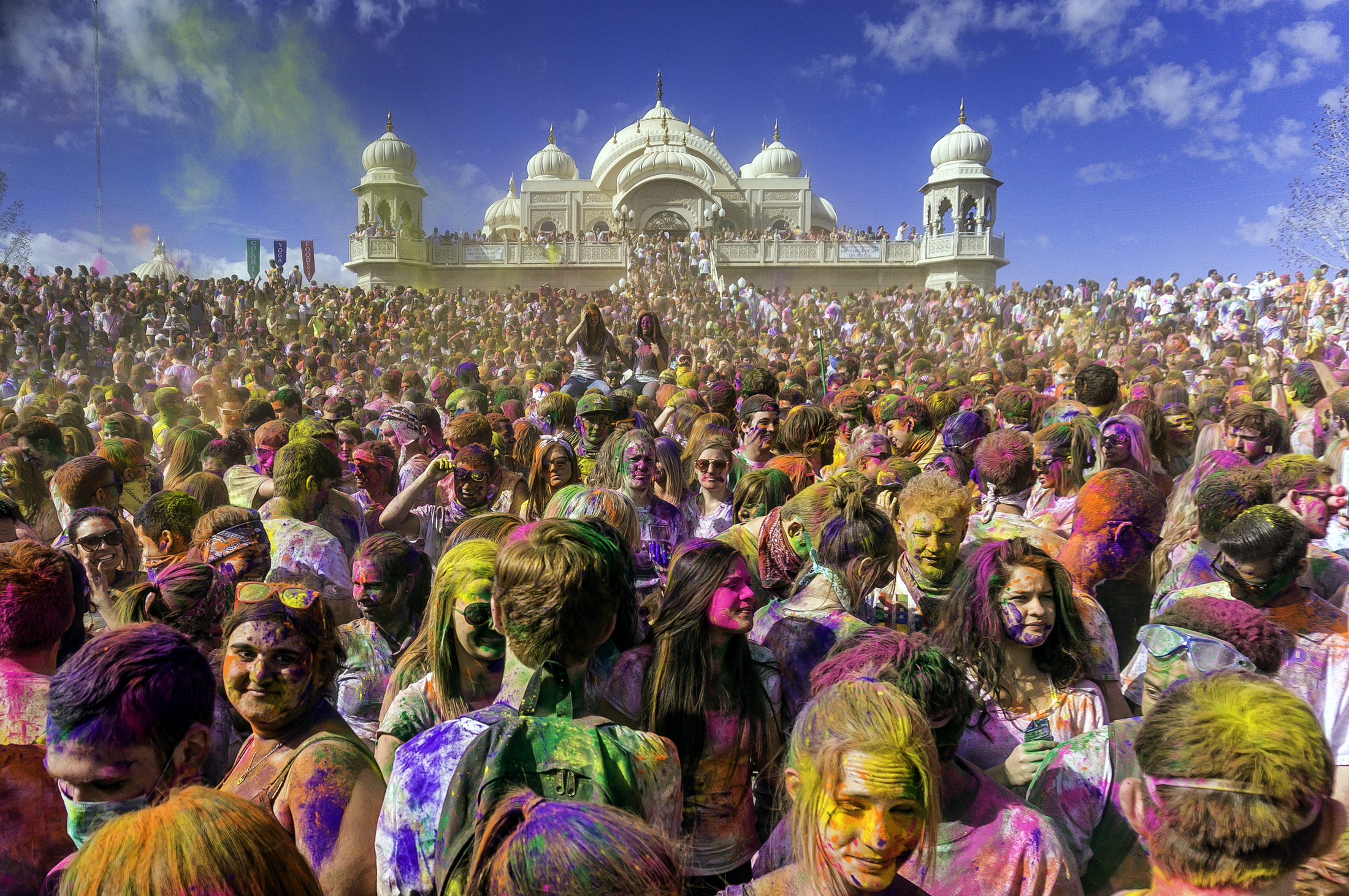
Фестиваль Холи в Храме Радхи-Кришны в Спэниш-Форк (2013)

В дни крупных индуистских праздников в храм приходят как индуисты, так и просто местные жители. Особой популярностью пользуется проводимый ежегодно фестиваль Холи, на празднование которого в 2013 году собралось более 80 000 человек. Это не только индуисты, но и американская молодёжь, в частности студенты близлежащего мормонского Университета Бригама Янга.
Другой популярный праздник, отмечаемый в храме, — это «фестиваль огней» Дивали. В этот день в храме гостей ожидает «много танцев, живой музыки, церемония огней, роскошный вегетарианский пир, ритуал поклонения живой корове и театральные представления, показывающие историю праздника».